# Mike Adam
Mike Adam, född den 3 juni 1981 i Labrador City, Kanada, är en kanadensisk curlingspelare.
Han tog OS-guld i herrarnas curlingturnering i samband med de olympiska curlingtävlingarna 2006 i Turin.